# 게토레이 퍼퍽트 히터
게토레이 퍼펙트 히터(Gatorade Perfect Hitter)는 한국 펩시콜라가 SBS ESPN와 함께 프로야구 최고의 타자를 선정해 시상을 진행한다.
한국 펩시콜라의 인기음료 게토레이의 이름을 딴 '게토레이 퍼펙트 히터'는 루타수, 타점, 결승타 등 기록별로 나누어 가장 많은 점수를 달성한 타자에게 돌아간다.
주간 게토레이 퍼펙트 히터 랭킹, 월간MVP 등은 SBS ESPN의 야구 전문프로그램인 베이스볼 S를 통해 방송된다.
2013년에는 블루볼트라는 이름으로 시상한다.

## 같이 보기
- 게토레이 퍼펙트 피처